# Sulcarius rufipes
Sulcarius rufipes är en stekelart som beskrevs av Henry Keith Townes, Jr. 1983. Sulcarius rufipes ingår i släktet Sulcarius och familjen brokparasitsteklar. Inga underarter finns listade i Catalogue of Life.